# Xã Dubuque, Quận Dubuque, Iowa
Xã Dubuque (tiếng Anh: Dubuque Township) là một xã thuộc quận Dubuque, tiểu bang Iowa, Hoa Kỳ. Năm 2010, dân số của xã này là 6.585 người.